# Markovići (Vižinada)
Markovići is een plaats in de gemeente Vižinada in de Kroatische provincie Istrië. De plaats telt 40 inwoners (2001).